# Warren Clarke
Pour les articles homonymes, voir Clarke.
Warren Clarke, né Alan James Clarke le 26 avril 1947 à Oldham, Lancashire (aujourd'hui Grand Manchester) et mort le 12 novembre 2014 à Beaconsfield, est un acteur de télévision et de cinéma anglais.

## Biographie
Parmi les rôles que Warren Clarke a tenus au cinéma, les plus célèbres sont ceux de Dim dans Orange mécanique et du colonel von Horst dans Top secret !.
Il meurt dans son sommeil le 12 novembre 2014 à Beaconsfield, des suites d'une « courte maladie ». Il est incinéré, et ses cendres sont remises à la famille.

## Filmographie
- 1966 : Coronation Street
- 1971 : Orange mécanique de Stanley Kubrick : Dim
- 1972 : Antoine et Cléopâtre de Charlton Heston : Scarus
- 1973 : Le Meilleur des mondes possibles (O Lucky Man!) de Lindsay Anderson : le maître de cérémonie
- 1979 : The Great Riviera Bank Robbery
- 1982 : Firefox, l'arme absolue de Clint Eastwood : Pavel Upenskoy
- 1982 : Enigma de Jeannot Szwarc : Konstantin
- 1984 : Le Joyau de la couronne : « Sophie » Dixon
- 1984 : Signé : Lassiter (Lassiter) : Max Hofer
- 1984 : Top secret ! : le colonel von Horst
- 1988 : Wish Me Luck : le colonel Krieger
- 1994 : Moving Story : Bamber
- 2001 : Jardinage à l'anglaise (Greenfingers) : le gouverneur Hodge
- 2001 : Coup de peigne : Tony (animateur du concours)
- 2005 : Bleak House : Mr Boythorn
- 2008 : The Invisibles : Syd Woolsey

## Télévision
- 1971 : La Grande Aventure de James Onedin (The Onedin Line) de Cyril Abraham : Josiah Beaumont
- 1982 : La Vipère noire : Oliver Cromwell
- 1984 : The Cold Room de James Dearden
- 1995 : Joseph : Ednan
- 1996 - 2007 : Inspecteurs associés : Andy Dalziel
- 2009 : Pourquoi pas Evans? : Commandant Peterst
- 2010 : Inspecteur Lewis Venus, porteuse de mort : Roger Temple
- 2011 : Inspecteur Barnaby, épisode « La nuit du cerf » : Samuel Quested
- 2014 : Poldark: Charles Poldark, oncle de Ross et père de Francis